# Larisa Petrik
Larisa Leonidovna Petrik, född den 28 augusti 1949 i Dolinsk, Sachalin oblast, är en tidigare sovjetisk gymnast och olympisk mästarinna.
Petriks första mästerskapsmedalj togs i bom vid europamästerskapen 1965 i Sofia, vid världsmästerskapen 1966 i Dortmund tog hon silver i lag och brons i bom. Hon deltog även i olympiska sommarspelen 1968 i Mexico City, där det blev guld i lag och fristående samt brons i bom.